# Acide toluène-4-sulfinique
L'acide toluène-4-sulfinique est un acide sulfinique de formule brute C7H8O2S. C'est un composé utilisé en chimie fine, notamment pour la synthèse de produits phytosanitaires. 

## Production et synthèse
Comme la plupart des acides sulfiniques, l'acide toluène-4-sulfinique est principalement synthétisé à partir de l'halogénure de sulfonyle correspondant. Plusieurs synthèses utilisant cette voie réactionnelle sont décrites dans la littérature scientifique.
Le réducteur peut être le triéthylaluminium Al(CH2-CH3)3, le zinc Zn, ou le tétrahydruroaluminate de lithium LiAlH4.
La synthèse à partir du toluène C6H5-CH3 et du dioxyde de soufre SO2, en présence du chlorure d'aluminium AlCl3 est également possible.